# Fidel Castro Díaz-Balart
Fidel Ángel Castro Díaz-Balart (1 tháng 9 năm 1949 – 1 tháng 2 năm 2018) là một nhà vật lý hạt nhân người Cuba và là quan chức chính phủ. Thường được biết đến với cái tên Fidelito (Fidel nhỏ), ông là con trai cả của nhà lãnh đạo Cuba Fidel Castro và vợ đầu tiên của ông, Mirta Diaz-Balart.

## Cuộc đời và sự nghiệp

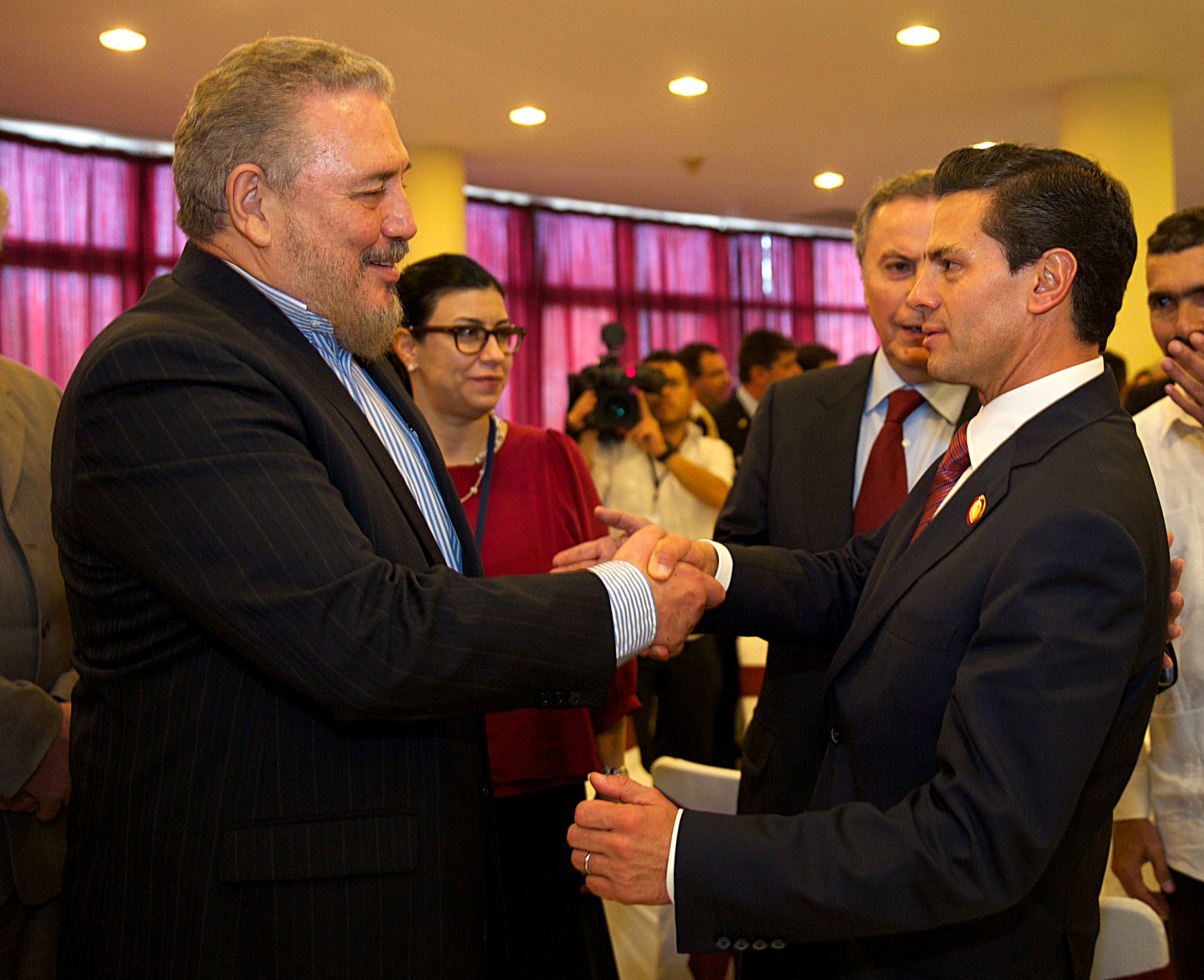
Castro Díaz-Balart (trái) với Tổng thống Mexico Enrique Peña Nieto, ngày 28 tháng 1 năm 2014, Hội nghị thượng đỉnh CELAC lần thứ 2, La Habana.

Cha mẹ của Castro Díaz-Balart ly dị vào năm 1955, trước cuộc Cách mạng Cuba, khi đó cha ông là người nắm quyền tại đó. Mẹ ông chuyển đến Miami, Hoa Kỳ, với gia đình Diaz-Balart, đưa con trai đi cùng. Castro Díaz-Balart trở về Cuba khi còn nhỏ để thăm cha mình và ở lại đó suốt thời thơ ấu. Năm 1959, ông xuất hiện khi mới 9 tuổi trong cuộc phỏng vấn với cha mình trên truyền hình Mỹ.
Castro Díaz-Balart chuyển đến Moskva (sau đó là Liên bang Xô viết), nơi ông theo học tại Đại học bang Voronezh năm 1968. Vì sự an toàn, ông học với tên là "José Raúl Fernández", mà ông tuyên bố đã chọn để tôn vinh nhà vô địch cờ vua thế giới José Raúl Capablanca và sau này đã sử dụng để xuất bản 30 ấn phẩm khoa học. Ban đầu, ông nghiên cứu vật lý trước khi chuyển sang vật lý hạt nhân vào năm 1970. Ông tốt nghiệp Đại học Quốc gia Moskva và tiếp tục làm việc tại Viện Liên hiệp nghiên cứu hạt nhân Dubna, và nhận bằng tiến sĩ đầu tiên của ông ở Lomonosov vào năm 1978. Trở lại Cuba, ông từng đảm nhiệm một chương trình điện hạt nhân của Cuba trong một thời gian, dẫn đầu chương trình xây dựng nhà máy điện hạt nhân Juragua từ năm 1980 đến năm 1992, trong thời gian đó ông cũng là thư ký điều hành Ủy ban Năng lượng nguyên tử của nước này. Ông đã được rời bỏ khỏi vị trí của mình vào tháng 6 năm 1992. Sau đó, ông tuyên bố đình chỉ việc xây dựng tại Juragua vào tháng 9 năm 1992 do Cuba không có khả năng đáp ứng các điều khoản tài chính do Nga thiết lập để hoàn thành lò phản ứng.
Castro Díaz-Balart sau đó trở lại học tiếp tại Moscow, và nhận bằng tiến sĩ thứ hai tại Viện Năng lượng nguyên tử Kurchatov năm 1999. Trong những năm 2010, ông trở lại vị trí nổi bật, làm cố vấn khoa học cho Hội đồng Nhà nước Cuba, và là phó chủ tịch Viện Khoa học Cuba. Trong suốt sự nghiệp của mình, Castro Diaz-Balart đã biên soạn các bài viết về vai trò phát triển năng lượng hạt nhân.
Năm 2012, Castro Diaz-Balart tranh luận rằng Fidel Castro đã già đi, nói rằng cha ông là "sáng suốt" và "làm việc chăm chỉ", tương tự như "đánh giá lạc quan" về sức khoẻ của Castro mà Castro Diaz-Balart đã thực hiện vào tháng 2 năm 2007, sau vấn đề sức khỏe của Castro trong thời gian đó.
Tháng 4 năm 2014, ông viếng thăm Nga để tuyên bố sự công nhận của Cuba về sự sáp nhập của bán đảo Krym vào Liên bang Nga, đồng thời nhận được bằng tiến sĩ danh dự tại Đại học bang Voronezh. Vào tháng 2 năm 2015, trong suốt thời kỳ tan băng Cuba–Hoa Kỳ cho đến khi Barack Obama hết nhiệm kỳ, khi người Mỹ được phép tự do đến Cuba, ông đã tham gia các sự kiện để chào đón những người nổi tiếng người Mỹ đến đảo, hòa mình với Paris Hilton và Naomi Campbell. Tháng sau, ông viếng thăm Novosibirsk, Nga, gặp thị trưởng Anatoly Lokot, và thống đốc khu vực Vladimir Gorodetsky để cải thiện quan hệ Cuba với các tổ chức khoa học trong khu vực.

## Gia đình
Castro Díaz-Balart có ba người con là Mirta María, Fidel Antonio và José Raúl - cùng với Natasha Smirnova, người mà ông gặp ở Nga. Sau khi ly dị Smirnova, ông cưới María Victoria Barreiro ở Cuba. Nghị sĩ Hoa Kỳ Mario Díaz-Balart, hiện đang đại diện cho khu vực bầu cử thứ 25 của Florida, là em họ của ông (con cô con cậu).

## Qua đời
Castro Díaz-Balart đã tự tử ở La Habana vào ngày 1 tháng 2 năm 2018, ở tuổi 68. Ông đã từng nhận được chăm sóc ngoại trú cho trầm cảm.
Khi ông mất, ông vẫn đang giữ các chức vụ của mình ở Viện Hàn lâm Khoa học Cuba và Hội đồng Nhà nước.

## Ấn phẩm
- Ciencia, innovación y futuro (Grijalbo: 2002) ISBN 8425336503
- Energía nuclear y desarrollo: realidades y desafíos en los umbrales del siglo XXI (Colihue:1991) ISBN 9505816618
- Espacio y tiempo en la filosofia y la fisica (Vadell: 1990) ISBN 9802322547
- Ciencia, tecnología y sociedad: hacia un desarrollo sostenible en la era de la globalización (Editorial Científico-Técnica: 2003) ISBN 9590105289